# Willis J. Gertsch
Willis John Gertsch (1906 - 1998) foi um entomologista americano especializado em aracnologia.